# Mia Stone
Mia Stone (Budapest, 15 de septiembre de 1981) es una actriz pornográfica y modelo erótica húngara retirada.

## Carrera
Mia Stone solo tenía 19 años de edad cuando decidió probar suerte en la industria para adultos, e hizo su debut en el cine pornográfico en el año 2000. Mia trabajó para compañías de películas pornográficas como 21Sextury y Private. Muchas de sus escenas incluían sexo anal, doble penetración y orgías. Sin embargo, al pasar los años, se había centrado más por realizar escenas lésbicas y en solitario que escenas hardcore.
Stone pasó a ser una de las actrices porno europeas más relevantes de la industria. En 2002 filmó su única película interracial titulada Orgy World 2: The Next Level!, que realizó bajo el seudónimo de Ellie. También hizo algunas apariciones para una gran cantidad de revistas para adultos.

## Filmografía
| - 18 And Nasty 23 - Adorable Girls 3 - Adorable Girls 4 - All About Eve - Buttman's Bend Over Babes 6 - Campus Confessions 4 - European Mail Order Brides 6 - Exotic Illusions 2 - Exxxtraordinary Euro Babes 2 - Faust The Power Of Sex - Fresh Meat 18 - Girl + Girl 11 - Girl + Girl 7 - Girls Of Amateur Pages 9 - Hardcore Fever 2 - Hardcore Innocence 4 - High Octane 5 - Hustler XXX 6 - Killer Pussy 7 - Leg Affair 13 - Legal Skin 11 - Legal Skin 9 | - Lesbian Fever 2 - Lesglam 2 - Lust Tango In Paris - Mr. Beaver Checks In 16 - Nacho Vidal's Blowjob Impossible 1 - North Pole 44 - Orgy World: The Next Level 2 - Pickup Lines 64 - Pleasures Of The Flesh 4 - Private Castings X 27 - Private Life Of Rita Faltoyano - Private Story Of Mia Stone - Rocco's Ass Collector - Rocco's Reverse Gang Bang 2 - Sandy's Girls 1 - Sex Wives And Videotape - Sexx The Hard Way - Superfuckers 23 - Superfuckers 9 - Ultimate Hardcore Collection - Young Lesbian Lust - Young Love |

## Premios y nominaciones
| Año  | Premio      | Resultado | Categoría                              | Película                |
| ---- | ----------- | --------- | -------------------------------------- | ----------------------- |
| 2003 | Premios AVN | Nominada  | Mejor escena de sexo de chicas – Video | Faust: The Power of Sex |